# Bauhinia microstachya
Bauhinia microstachya là một loài thực vật có hoa trong họ Đậu. Loài này được (Raddi) J.F.Macbr. miêu tả khoa học đầu tiên.